# Arnau Solé Vall
Arnau Solé Vall (Montclar d'Urgell, Urgell, 19 de març de 1992) és un ciclista català, que fou professional els anys 2015 i 2016 amb l'equip Burgos BH. La resta de temporades ha estat membre d'equips amateurs, formant part els darrers dos anys de la plantilla de l'equip Controlpack.

## Palmarès
- 2014
  - 1r a la Pujada a Gorla
  - 1r a la Volta a Castelló
  - 3r a la Volta a Navarra